# Seznam dílů seriálu Dokonalý Spiderman
Toto je seznam dílů seriálu Dokonalý Spiderman. Seriál o Spider-Manovi začíná v době, kdy už ho svět zná jeden rok. Už zachraňuje životy a poráží protivníky. Nick Fury ze S.H.I.E.L.D.u mu právě nabízí možnost pracovat se skutečnými super hrdiny. Spider-Manovými kolegy budou například Nova, White Tiger, Iron Fist nebo Power Man. 
Seriál měl premiéru na americké stanici Disney XD 1. dubna 2012. V Česku byl odvysílán pilotní díl 1. července 2012 a premiéra byla 9. září 2012 na Disney Channel. Druhá řada se začala vysílat na americké Disney XD 14. ledna 2013 a na českém Disney Channelu 15. listopadu 2013.
Disney XD si objednal třetí řadu.
Disney XD si objednal čtvrtou řadu. Ve vysílání byl nahrazen seriálem Marvel's Spider-Man.

## Přehled řad
| Řada | Díly | Premiéra v USA | Premiéra v USA     | Premiéra v ČR      | Premiéra v ČR     |
| Řada | Díly | První díl      | Poslední díl       | První díl          | Poslední díl      |
| ---- | ---- | -------------- | ------------------ | ------------------ | ----------------- |
| 1    | 26   | 1. dubna 2012  | 28. října 2012     | 1. července 2012   | 3. března 2013    |
| 2    | 26   | 14. ledna 2013 | 10. listopadu 2013 | 15. listopadu 2013 | 25. dubna 2014    |
| 3    | 26   | 31. srpna 2014 | 24. října 2015     | 2. listopadu 2014  | 24. srpna 2016    |
| 4    | 26   | 21. února 2016 | 7. ledna 2017      | 18. července 2016  | 17. prosince 2016 |

## Seznam dílů

### První řada (2012)
| Č. v seriálu | Č. v řadě | Název                     | Český název                       | Režie                      | Scénář                        | Premiéra v USA    | Premiéra v ČR      | Prod. kód |
| ------------ | --------- | ------------------------- | --------------------------------- | -------------------------- | ----------------------------- | ----------------- | ------------------ | --------- |
| 1            | 1         | Great Power               | Veliká moc                        | Alex Soto, Tim Eldered     | Paul Dini                     | 1. dubna 2012     | 1. července 2012   | 101       |
| 2            | 2         | Great Responsibility      | Veliká zodpovědnost               | Phil Pignotti, Tim Eldered | Paul Dini                     | 1. dubna 2012     | 9. září 2012       | 102       |
| 3            | 3         | Doomed                    | U Dr. Dooma                       | Gary Hartle, Jeff Allen    | Man of Action                 | 8. dubna 2012     | 16. září 2012      | 103       |
| 4            | 4         | Venom                     | Venom                             | Alex Soto                  | Man of Action, James Felder   | 15. dubna 2012    | 27. září 2012      | 104       |
| 5            | 5         | Flight of the Iron Spider | Pavouk ze železa                  | Phil Pignotti              | Man of Action                 | 22. dubna 2012    | 30. září 2012      | 105       |
| 6            | 6         | Why I Hate Gym            | Proč nesnáším tělocvik            | Jeff Allen, Gary Hartle    | Man of Action, Joe Fallon     | 29. dubna 2012    | 7. října 2012      | 106       |
| 7            | 7         | Exclusive                 | Exkluzivní rozhovor               | Alex Soto                  | Man of Action, Dani Wolff     | 6. května 2012    | 14. října 2012     | 107       |
| 8            | 8         | Back in Black             | Návrat Venoma                     | Phil Pignotti              | Man of Action                 | 13. května 2012   | 28. října 2012     | 108       |
| 9            | 9         | Field Trip                | Exkurze                           | Alex Soto                  | Man of Action, Eugene Son     | 20. května 2012   | 4. listopadu 2012  | 109       |
| 10           | 10        | Freaky                    | V kůži Wolverina                  | Jeff Allen                 | Brian Michael Bendis          | 17. června 2012   | 11. listopadu 2012 | 110       |
| 11           | 11        | Venomous                  | Venomův pád                       | Phil Pignotti              | Man of Action                 | 24. června 2012   | 18. listopadu 2012 | 111       |
| 12           | 12        | Me Time                   | Soukromí                          | Alex Soto                  | Man of Action, Jacob Semahn   | 1. července 2012  | 25. listopadu 2012 | 112       |
| 13           | 13        | Strange                   | V Říši snů                        | Jeff Allen                 | Man of Action, James Felder   | 8. července 2012  | 2. prosince 2012   | 113       |
| 14           | 14        | Awesome                   | Úžasný Android                    | Phil Pignotti              | Man of Action, Eugene Son     | 15. července 2012 | 9. prosince 2012   | 114       |
| 15           | 15        | For Your Eye Only         | Jen pro vaše oko                  | Jeff Allen                 | Brian Michael Bendis          | 22. července 2012 | 16. prosince 2012  | 115       |
| 16           | 16        | Beetle Mania              | Beetle mánie                      | Alex Soto                  | Man of Action, Scott Mosier   | 29. července 2012 | 13. prosince 2012  | 116       |
| 17           | 17        | Snow Day                  | Kalamita                          | Phil Pignotti              | Man of Action, Rich Fogel     | 5. srpna 2012     | 30. prosince 2012  | 117       |
| 18           | 18        | Damage                    | Škody                             | Jeff Allen                 | Man of Action, Scott Mosier   | 19. srpna 2012    | 6. ledna 2013      | 118       |
| 19           | 19        | Home Sick Hulk            | Hulk v domě není pro mě           | Alex Soto                  | Danielle Wolff, Man of Action | 9. září 2012      | 13. ledna 2013     | 119       |
| 20           | 20        | Run Pig Run               | Utíkej, kanče, utíkej!            | Phil Pignotti              | Man of Action, Eugene Son     | 16. září 2012     | 20. ledna 2013     | 120       |
| 21           | 21        | I Am Spider-Man           | Já jsem Spider-Man                | Jeff Allen                 | Man of Action, Joe Fallon     | 23. září 2012     | 27. ledna 2013     | 121       |
| 22           | 22        | The Iron Octopus          | Železná chobotnice                | Alex Soto                  | Man of Action, Frank Tieri    | 30. září 2012     | 3. února 2013      | 122       |
| 23           | 23        | Not a Toy                 | To není na hraní                  | Phil Pignotti              | Brian Michael Bendis          | 7. října 2012     | 10. února 2013     | 123       |
| 24           | 24        | Attack of the Beetle      | Beetle útočí                      | Jeff Allen                 | Man of Action, Scott Mosier   | 14. října 2012    | 17. února 2013     | 124       |
| 25           | 25        | Revealed                  | Finále Část 1 - Odhalení          | Alex Soto                  | Man of Action, Eugene Son     | 28. října 2012    | 24. února 2013     | 125       |
| 26           | 26        | The Rise of the Goblin    | Finále Část 2 - Goblin a jeho syn | Phil Pignotti              | Man of Action, Jacob Semahn   | 28. října 2012    | 3. března 2013     | 126       |

### Druhá řada (2013)
| Č. v seriálu | Č. v řadě | Název                      | Český název              | Režie         | Scénář                                                     | Premiéra v USA     | Premiéra v ČR      | Prod. kód |
| ------------ | --------- | -------------------------- | ------------------------ | ------------- | ---------------------------------------------------------- | ------------------ | ------------------ | --------- |
| 27           | 1         | The Lizard                 | Lizard                   | Roy Burdine   | Man of Action, Jacob Semahn                                | 21. ledna 2013     | 15. listopadu 2013 | 201       |
| 28           | 2         | Electro                    | Elektro                  | Phil Pignotti | Man of Action, Eugene Son                                  | 21. ledna 2013     | 15. listopadu 2013 | 202       |
| 29           | 3         | The Rhino                  | Rhino                    | Tim Maltby    | Man of Action, Ed Valentine                                | 27. ledna 2013     | 22. listopadu 2013 | 203       |
| 30           | 4         | Kraven the Hunter          | Velký lovec Kraven       | Roy Burdine   | Man of Action, Danielle Wolff                              | 3. února 2013      | 29. listopadu 2013 | 204       |
| 31           | 5         | Hawkeye                    | Hawkey                   | Phil Pignotti | Man of Action, Scott Mosier                                | 10. února 2013     | 6. prosince 2013   | 205       |
| 32           | 6         | The Sinister Six           | Šílená šestka            | Tim Maltby    | Man of Action, Scott Mosier                                | 17. února 2013     | 13. prosince 2013  | 206       |
| 33           | 7         | Spidah-Man!                | Spider-man v Bostonu     | Roy Burdine   | námět: Joe Quesada scénář: Man of Action a Jimmy Palmiotti | 24. března 2013    | 20. prosince 2013  | 207       |
| 34           | 8         | Carnage                    | Carnage                  | Phil Pignotti | Man of Action, Paul Giacoppo                               | 31. března 2013    | 27. prosince 2013  | 208       |
| 35           | 9         | House Arrest               | Domácí vězení            | Tim Maltby    | Man of Action, Eugene Son                                  | 7. dubna 2013      | 3. ledna 2014      | 209       |
| 36           | 10        | The Man-Wolf               | Vlčí muž                 | Roy Burdine   | Man of Action, Danielle Wolff                              | 14. dubna 2013     | 10. ledna 2014     | 210       |
| 37           | 11        | Swarm                      | Swarm                    | Phil Pignotti | Man of Action, Scott Mosier                                | 9. června 2013     | 17. ledna 2014     | 211       |
| 38           | 12        | Itsy Bitsy Spider-Man      | Super malý Spider-Man    | Tim Maltby    | Man of Action, Kevin Burke, Chris „Doc“ Wyatt              | 9. června 2013     | 24. ledna 2014     | 212       |
| 39           | 13        | Journey of the Iron Fist   | Iron Fistova pouť        | Roy Burdine   | Man of Action, Jacob Semahn                                | 16. června 2013    | 31. ledna 2014     | 213       |
| 40           | 14        | The Incredible Spider-Hulk | Neuvěřitelný Spider-Hulk | Phil Pignotti | Brian Michael Bendis                                       | 23. června 2013    | 7. února 2014      | 214       |
| 41           | 15        | Ultimate Deadpool          | Dokonalý Deadpool        | Roy Burdine   | Man of Action, Ed Valentine                                | 7. července 2013   | 21. února 2014     | 215       |
| 42           | 16        | Venom Bomb                 | Hejno Venomů             | Phil Pignotti | Man of Action, Scott Mosier                                | 14. července 2013  | 28. února 2014     | 216       |
| 43           | 17        | Guardians of the Galaxy    | Strážci Galaxie          | Tim Maltby    | Brian Michael Bendis                                       | 21. července 2013  | 7. března 2014     | 217       |
| 44           | 18        | The Parent Trap            | Past na rodiče           | Roy Burdine   | Kaita Mpambara, Man of Action                              | 28. července 2013  | 14. března 2014    | 218       |
| 45           | 19        | Stan By Me                 | Stan v akci              | Tim Maltby    | Joe Fallon, Man of Action                                  | 4. srpna 2013      | 14. února 2014     | 219       |
| 46           | 20        | Game Over                  | Konec hry                | Phil Pignotti | Man of Action, Jacob Semahn                                | 29. září 2013      | 21. března 2014    | 220       |
| 47           | 21        | Blade                      | Blade                    | Roy Burdine   | Man of Action, Kevin Burke, Chris „Doc“ Wyatt              | 5. října 2013      | 28. března 2014    | 221       |
| 48           | 22        | The Howling Commandos      | Vyjící komanda           | Phil Pignotti | Man of Action, Kevin Burke, Chris „Doc“ Wyatt              | 5. října 2013      | 4. dubna 2014      | 222       |
| 49           | 23        | Second Chance Hero         | Hrdina druhé šance       | Tim Maltby    | Man of Action, Kevin Burke, Chris „Doc“ Wyatt              | 20. října 2013     | 11. dubna 2014     | 223       |
| 50           | 24        | Sandman Returns            | Sandman se vrací         | Roy Burdine   | Man of Action, Danielle Wolff                              | 27. října 2013     | 18. dubna 2014     | 224       |
| 51           | 25        | Return of the Sinister Six | Návrat Šílené šestky     | Phil Pignotti | Man of Action, Scott Mosier                                | 3. listopadu 2013  | 25. dubna 2014     | 225       |
| 52           | 26        | Ultimate                   | Na plný plyn             | Tim Maltby    | Man of Action, Jacob Semahn                                | 10. listopadu 2013 | 25. dubna 2014     | 226       |

### Třetí řada:Web-Warriors(2014–2015)
| Č. v seriálu | Č. v řadě | Název                                     | Český název                  | Režie                                    | Scénář                         | Premiéra v USA    | Premiéra v ČR                                         | Prod. kód |
| ------------ | --------- | ----------------------------------------- | ---------------------------- | ---------------------------------------- | ------------------------------ | ----------------- | ----------------------------------------------------- | --------- |
| 53-54        | 1-2       | The Avenging Spider-Man                   | Pomstychtivý Spider-Man      | Roy Burdine (Část 1) Tim Maltby (Část 2) | Paul Dini                      | 31. srpna 2014    | 2. listopadu 2014 (Část 1) 9. listopadu 2014 (Část 2) | 301-302   |
| 55           | 3         | Agent Venom                               | Agent Venom                  | Kalvin Lee                               | Eugene Son                     | 7. září 2014      | 15. listopadu 2014                                    | 303       |
| 56           | 4         | Cloak and Dagger                          | Dýka a plášť                 | Roy Burdine                              | Danielle Wolff                 | 14. září 2014     | 16. listopadu 2014                                    | 304       |
| 57           | 5         | The Next Iron Spider                      | Další pavouk ze železa       | Tim Maltby                               | Kevin Burke, Chris "Doc" Wyatt | 21. září 2014     | 22. listopadu 2014                                    | 305       |
| 58           | 6         | The Vulture                               | Vulture                      | Kalvin Lee                               | Henry Gilroy, Marty Isenberg   | 28. září 2014     | 23. listopadu 2014                                    | 306       |
| 59           | 7         | The Savage Spider-Man                     | Divoký Spider-Man            | Roy Burdine                              | Jim McCann                     | 5. října 2014     | 29. listopadu 2014                                    | 307       |
| 60           | 8         | New Warriors                              | Noví hrdinové                | Tim Maltby                               | Eugene Son                     | 12. října 2014    | 30. listopadu 2014                                    | 308       |
| 61           | 9         | The Spider-Verse, Part 1                  | Paralelní světy 1. část      | Kalvin Lee                               | Danielle Wolff                 | 5. března 2015    | 1. srpna 2016                                         | 309       |
| 62           | 10        | The Spider-Verse, Part 2                  | Paralelní světy 2. část      | Roy Burdine                              | Paul Dini                      | 12. března 2015   | 2. srpna 2016                                         | 310       |
| 63           | 11        | The Spider-Verse, Part 3                  | Paralelní světy 3. část      | Tim Maltby                               | Kevin Burke, Chris "Doc" Wyatt | 19. března 2015   | 3. srpna 2016                                         | 311       |
| 64           | 12        | The Spider-Verse, Part 4                  | Paralelní světy 4. část      | Kalvin Lee                               | Eugene Son                     | 26. března 2015   | 4. srpna 2016                                         | 312       |
| 65           | 13        | The Return of the Guardians of the Galaxy | Návrat strážců Galaxie       | Roy Burdine                              | Brian Michael Bendis           | 6. července 2015  | 5. srpna 2016                                         | 313       |
| 66           | 14        | S.H.I.E.L.D. Academy                      | Akademie S.H.I.E.L.D.U.      | Tim Maltby                               | Marty Isenberg                 | 7. července 2015  | 8. srpna 2016                                         | 314       |
| 67           | 15        | Rampaging Rhino                           | Běsnivý Rhino                | Kalvin Lee                               | Marty Isenberg                 | 14. července 2015 | 9. srpna 2016                                         | 315       |
| 68           | 16        | Ant-Man                                   | Ant-Man                      | Roy Burdine                              | Tom Pugsley                    | 21. července 2015 | 10. srpna 2016                                        | 316       |
| 69           | 17        | Burrito Run                               | Rychlé občerstvení           | Tim Maltby                               | Mairghread Scott               | 28. července 2015 | 11. srpna 2016                                        | 317       |
| 70           | 18        | Inhumanity                                | Nelidskost                   | Kalvin Lee                               | Geoffrey Thorne                | 4. srpna 2015     | 12. srpna 2016                                        | 318       |
| 71           | 19        | Attack of the Synthezoids, Part 1         | Útok Syntezojda Zoly 1. část | Roy Burdine                              | Andrew R. Robinson             | 19. září 2015     | 15. srpna 2016                                        | 319       |
| 72           | 20        | The Revenge of Arnim Zola, Part 2         | Pomsta Armina Zoly 2. část   | Tim Maltby                               | Brandon Auman                  | 26. září 2015     | 16. srpna 2016                                        | 320       |
| 43           | 21        | Halloween Night at the Museum             | Halloween v muzeu            | Kalvin Lee                               | Danielle Wolff                 | 10. října 2014    | 17. srpna 2016                                        | 321       |
| 74           | 22        | Nightmare on Christmas                    | Noční můra o vánocích        | Roy Burdine                              | Eugene Son                     | 3. prosince 2014  | 18. srpna 2016                                        | 322       |
| 75           | 23        | Contest of Champions, Part 1              | Souboj šampiónů 1. část      | Tim Maltby                               | Thomas F. Zahler               | 3. října 2015     | 19. srpna 2016                                        | 323       |
| 76           | 24        | Contest of Champions, Part 2              | Souboj šampiónů 2. část      | Kalvin Lee                               | Matt Wayne                     | 10. října 2015    | 22. srpna 2016                                        | 324       |
| 77           | 25        | Contest of Champions, Part 3              | Souboj šampiónů 3. část      | Roy Burdine                              | Marty Isenberg                 | 17. října 2015    | 23. srpna 2016                                        | 325       |
| 78           | 26        | Contest of Champions, Part 4              | Souboj šampiónů 4. část      | Tim Maltby                               | Eugene Son                     | 24. října 2015    | 24. srpna 2016                                        | 326       |

### Čtvrtá řada:Dokonalý Spiderman versus Šílená šestka(2016–2017)
| Č. v seriálu | Č. v řadě | Název                              | Český název                         | Režie                      | Scénář                         | Premiéra v USA    | Premiéra v ČR                                           | Prod. kód |
| ------------ | --------- | ---------------------------------- | ----------------------------------- | -------------------------- | ------------------------------ | ----------------- | ------------------------------------------------------- | --------- |
| 79-80        | 1-2       | Hydra Attacks                      | Hydra útočí                         | Young Ki Yoon              | Kevin Burke, Chris "Doc" Wyatt | 21. února 2016    | 18. července 2016 (Část 1) 19. července 2016 (Část 2)   | 401-402   |
| 81           | 3         | Miles From Home                    | Miles na míle od domova             | Roy Burdine                | Kevin Burke, Chris "Doc" Wyatt | 28. února 2016    | 20. července 2016                                       | 403       |
| 82           | 4         | Iron Vulture                       | Iron Vulture                        | Jacob Semahn               | Young Ki Yoon                  | 6. března 2016    | 21. července 2016                                       | 404       |
| 83           | 5         | Lizards                            | Ještěři                             | Jae Woo Kim                | Paul Giacoppo                  | 13. března 2016   | 22. července 2016                                       | 405       |
| 84           | 6         | Double Agent Venom                 | Dvojitý Agent Venom                 | Roy Burdine                | Mairghread Scott               | 20. března 2016   | 23. července 2016                                       | 406       |
| 85           | 7         | Beached                            | Trosečníci                          | Young Ki Yoon              | Geoffrey Thorne                | 27. března 2016   | 24. července 2016                                       | 407       |
| 86           | 8         | Anti-Venom                         | Anti-Venom                          | Jae Woo Kim                | Matt Wayne                     | 3. dubna 2016     | 25. července 2016                                       | 408       |
| 87           | 9         | Force of Nature                    | Síla živlu                          | Roy Burdine                | Gavin Hignight                 | 10. dubna 2016    | 26. července 2016                                       | 409       |
| 88           | 10        | The New Sinister 6: Part 1         | Nová Šílená šestka 1. část          | Young Ki Yoon              | Jacob Semahn                   | 12. června 2016   | 27. července 2016                                       | 410       |
| 89           | 11        | The New Sinister 6: Part 2         | Nová Šílená šestka 2. část          | Jae Woo Kim                | Kevin Burke, Chris "Doc" Wyatt | 19. června 2016   | 28. července 2016                                       | 411       |
| 90           | 12        | Agent Web                          | Agentka Web                         | Roy Burdine                | Geoffrey Thorne                | 26. června 2016   | 29. července 2016                                       | 412       |
| 91           | 13        | The Symbiote Saga: Part 1          | Souboj symbiotů 1. část             | Roy Burdine                | Joshua Fine                    | 3. července 2016  | 5. listopadu 2016                                       | 413       |
| 92           | 14        | The Symbiote Saga: Part 2          | Souboj symbiotů 2. část             | Young Ki Yoon              | Jacob Semahn                   | 10. července 2016 | 6. listopadu 2016                                       | 414       |
| 93           | 15        | The Symbiote Saga: Part 3          | Souboj symbiotů 3. část             | Jae Woo Kim                | Kevin Burke, Chris "Doc" Wyatt | 17. července 2016 | 12. listopadu 2016                                      | 415       |
| 94           | 16        | Return to the Spider-Verse: Part 1 | Návrat do Paralelních světů 1. část | Roy Burdine                | Andrew Robinson                | 27. srpna 2016    | 13. listopadu 2016                                      | 416       |
| 95           | 17        | Return to the Spider-Verse: Part 2 | Návrat do Paralelních světů 2. část | Young Ki Yoon              | Kevin Burke, Chris "Doc" Wyatt | 3. září 2016      | 19. listopadu 2016                                      | 417       |
| 96           | 18        | Return to the Spider-Verse: Part 3 | Návrat do Paralelních světů 3. část | Jae Woo Kim                | Henry Gilroy                   | 10. září 2016     | 20. listopadu 2016                                      | 418       |
| 97           | 19        | Return to the Spider-Verse: Part 4 | Návrat do Paralelních světů 4. část | Roy Burdine                | Kevin Burke, Chris "Doc" Wyatt | 17. září 2016     | 26. listopadu 2016                                      | 419       |
| 98           | 20        | Strange Little Halloween           | Prapodivný Halloween                | Young Ki Yoon              | Henry Gilroy                   | 1. října 2016     | 30. července 2016                                       | 420       |
| 99           | 21        | Spider Slayers: Part 1             | Zabijáci pavouků 1. část            | Young Ki Yoon              | Paul Giacoppo                  | 8. října 2016     | 3. prosince 2016                                        | 421       |
| 100          | 22        | Spider Slayers: Part 2             | Zabijáci pavouků 2. část            | Jae Woo Kim                | Joshua Hale Fialkov            | 15. října 2016    | 4. prosince 2016                                        | 422       |
| 101          | 23        | Spider Slayers: Part 3             | Zabijáci pavouků 3. část            | Roy Burdine                | Marty Isenberg                 | 22. října 2016    | 10. prosince 2016                                       | 423       |
| 102          | 24        | The Moon Knight Before Christmas   | Vánoce za svitu měsíce              | Jae Woo Kim                | Elliot Casey                   | 17. prosince 2016 | 31. července 2016                                       | 424       |
| 103-104      | 25-26     | Graduation Day                     | Maturita                            | Young Ki Yoon, Jae Woo Kim | Kevin Burke, Chris "Doc" Wyatt | 7. ledna 2017     | 11. prosince 2016 (1. část) 17. prosince 2016 (2. část) | 425-426   |